# 4040 Purcell
4040 Purcell è un asteroide della fascia principale. Scoperto nel 1987, presenta un'orbita caratterizzata da un semiasse maggiore pari a 2,6713516 UA e da un'eccentricità di 0,0705413, inclinata di 2,33933° rispetto all'eclittica.